# Happy Accidents
Pour plus de détails, voir Fiche technique et Distribution.
Happy Accidents est un film américain de Brad Anderson sorti en 2000.

## Synopsis
Le temps est flexible comme un élastique. C'est ainsi que Brad Anderson commence son film.
Ruby Weaver (Marisa Tomei) commence à désespérer de trouver la perle rare, lorsqu'un jour elle rencontre Sam Deed (Vincent D'Onofrio). C'est très rapidement le coup de foudre. Ils vivent le bonheur pendant quelques mois ; mais Ruby découvre vite que son amant n'est pas vraiment « normal » : il dit venir du futur.
Coincée entre les paroles sincères de son ami et celles des autres, elle ne sait plus qui croire.

## Fiche technique
- Directeur de la photographie : Terry Stacey
- Compositeur : Evan Lurie
- Monteur : Brad Anderson
- Chef décoratrice : Susan Block
- Costumière : Victoria Farrell

## Distribution
- Marisa Tomei : Ruby Weaver
- Vincent D'Onofrio : Sam Deed
- Nadia Dajani : Gretchen
- Tovah Feldshuh : Lillian
- Holland Taylor : La thérapeute
- Sean Gullette : Mark